# Нектарка золотокрила
Некта́рка золотокрила (Drepanorhynchus reichenowi) — вид горобцеподібних птахів родини нектаркових (Nectariniidae). Мешкає в регіоні Африканських Великих озер. Це єдиний представник монотипового роду Золотокрила нектарка (Drepanorhynchus). Вид названий на честь німецького орнітолога Антона Райхенова.

## Опис

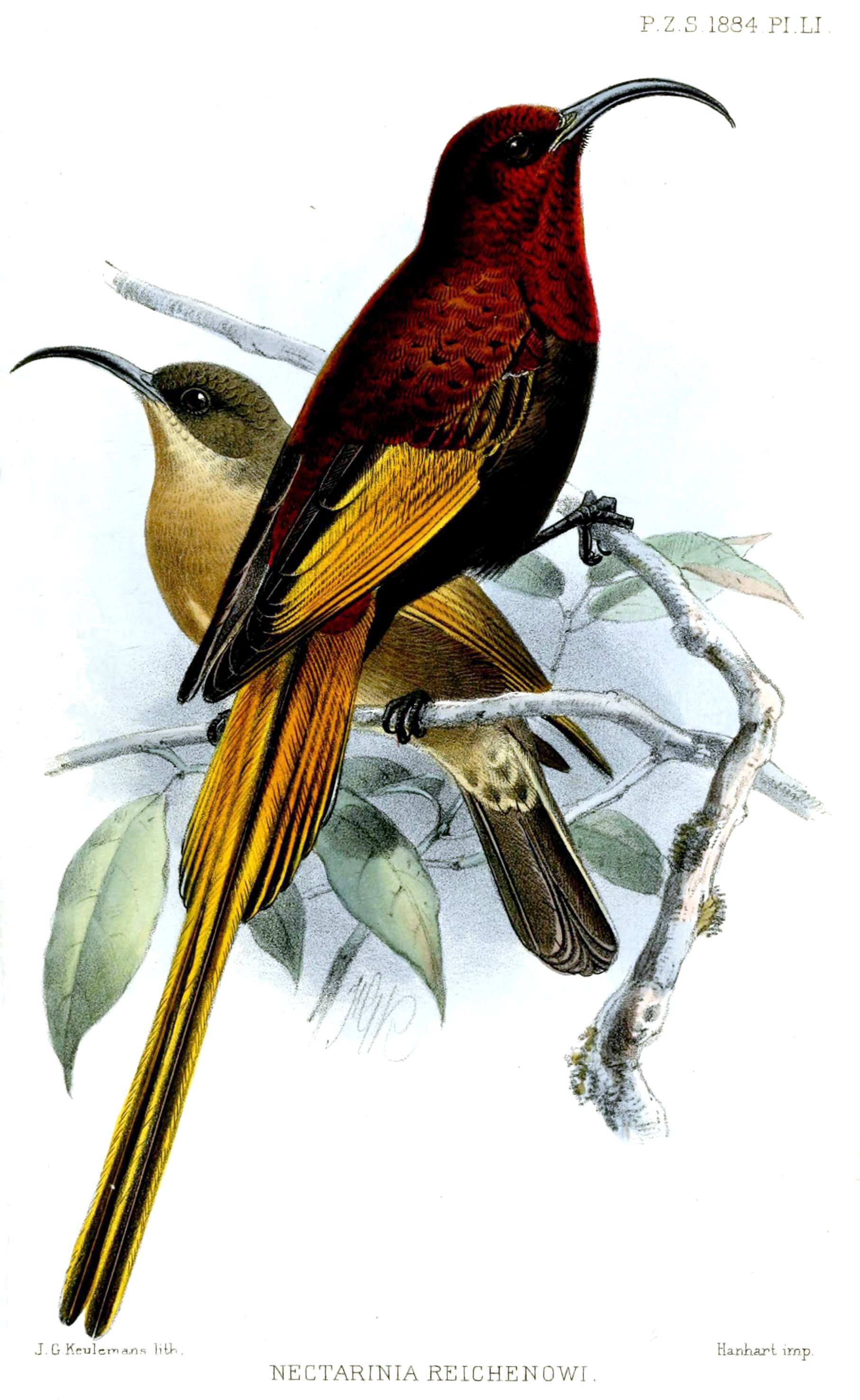
Золотокрилі нектарки

Довжина самця становить 23 см, враховуючи довгий хвіст, довжина самиці становить 15 см. Забарвлення самців переважно чорне. Під час сезону розмноження чорні пера набувають червонувато-мідного блискучого відтінку. Нижня частина тіла у самців бурувато-чорна, центральні стернові пера видовжені. У самиць верхня частина тіла оливкова, нижня частина тіла жовтувата. Крила і хвіст у самців і самиць золотисто-жовті. Дзьоб довгий, вигнутий, пристосований до живлення нектаром. Молоді птахи подібні до самиць, однак нижня частина тіла у них тьмяніша.

## Підвиди
Виділяють три підвиди:
- D. r. shellyae (Prigogine, 1952) — схід ДР Конго;
- D. r. lathburyi (Williams, JG, 1956) — північна Кенія;
- D. r. reichenowi Fischer, GA, 1884 — від південної Уганди до центральної Кенії і північної Танзанії.

## Поширення і екологія
Золотокрилі нектарки поширені в Демократичній Республіці Конго, Кенії, Танзанії і Уганді. Вони живуть у високогірних чагарникових заростях, у вологих гірських тропічних лісах та на гірських луках, а також на полях і в садах. Зустрічаються на висоті від 1170 до 2300 м над рівнем моря. Живляться нектаром, комахами і павуками.